# シュコダ・コディアック
コディアック (KODIAQ)は、シュコダ・オートが製造・販売している自動車である。

## 概要
2016年3月のジュネーヴモーターショーに「ビジョンSコンセプト」として出展され、市販モデルは9月1日にベルリンで発表された（正式公開は同年9月のパリモーターショー）。
プラットフォームはフォルクスワーゲン・MQBを採用し、ホイールベースはフォルクスワーゲン・ティグアンのロングホイールベース版と同一となる。2列シート5人乗りと3列シート7人乗りの2モデルが用意される。
コディアックは2016年11月にトップ・ギアマガジンの世界のベストファミリーカーに選出された。

## 車名
車名はアラスカ州南部のコディアック島に生息するコディアックヒグマに由来する。